# Nowonukutskij
Nowonukutskij (ros. Новонукутский) – osiedle w Rosji, w obwodzie irkuckim, w Ust-Ordyńsko-Buriackim Okręgu Autonomicznym, w rejonie nukuckim. W 2021 liczyło 3505 mieszkańców.